# (78118) Bharat
(78118) Bharat est un astéroïde de la ceinture principale.

## Description
(78118) Bharat est un astéroïde de la ceinture principale. Il fut découvert le 4 juillet 2002 à l'observatoire Goodricke-Pigott par Vishnu Reddy. Il présente une orbite caractérisée par un demi-grand axe de 2,60 UA, une excentricité de 0,19 et une inclinaison de 16,8° par rapport à l'écliptique.

## Compléments